# Nationale Centrale Bibliotheek van Rome
De Nationale Centrale Bibliotheek van Rome (Italiaans: Biblioteca Nazionale Centrale di Roma (BNCR)) is een van de twee nationale bibliotheken van Italië.
De bibliotheek bevindt zich in in Rome aan de Viale Castro Pretorio, niet ver van Station Roma Termini.
De tegenhanger is de Biblioteca Nazionale Centrale di Firenze (BNCF) in Florence.